# برونکوسکوپی
معاینه و بررسی داخل نای و نایژه‌ها را نایژه‌بینی یا برونکوسکوپی (به انگلیسی: Bronchoscopy) می‌گویند.
ابزار معاینه و بررسی داخل نای و نایژه‌ها نیز نایژه‌بین یا برونکوسکوپ (Bronchoscope) نام دارد.
نایژه‌بین لوله‌ای باریک است که توسط پزشک از بینی یا دهان وارد شده و برای موارد زیر بکار می‌رود: نمونه‌برداری از بافت یا ترشحات شسته‌شده، بررسی اختلالات ساختمانی یا تغییرات بافتی، خارج ساختن اجسام خارجی، و اعمال جراحی کوچک.
نایژه‌بین‌ها به دونوع نرم و سخت تقسیم می‌شوند. نوع اول دارای لوله‌های قابل انعطاف است و بیشتر برای نمونه‌برداری و مشاهده اختلالات ساختمان داخلی بکار می‌رود ولی نوع دوم از لوله‌ای غیرقابل انعطاف تشکیل شده و بیشتر برای انجام اعمال جراحی کوچک مانند خارج کردن جسم خارجی و گشاد کردن مجاری تنگ و غیره کاربرد دارد.

## نرم افزارهای برونکوسکوپی
نرم افزارهای زیادی جهت تهیه گزارش ریپورت برونکوسکوپی توسط تولید کنندگان نرم افزار ساخته شده است که معروفترینهای آن:
- Olympus ENDOBASE سایت
- EndoPACS سایت
- Provation سایت